# Brune Poirson
Brune Poirson (ur. 1 września 1982 w Waszyngtonie) – francuska polityk i menedżer, deputowana do Zgromadzenia Narodowego, w latach 2017–2020 sekretarz stanu.

## Życiorys
Absolwentka Institut d'études politiques d'Aix-en-Provence, London School of Economics i John F. Kennedy School of Government w ramach Uniwersytetu Harvarda. Podczas pobytu w Londynie była asystentką jednego z posłów brytyjskiej Partii Pracy, pracowała też w organizacji społecznej NESTA, fundacji prowadzącej projekty na rzecz innowacji. W latach 2009–2012 była menedżerem projektów Francuskiej Agencji Rozwoju w Indiach, następnie do 2014 dyrektorem do spraw zrównoważonego rozwoju i odpowiedzialności społecznej w Veolia Water India. Później do 2016 zajmowała się badaniami nad odpowiedzialnością społeczną biznesu w Bostonie.
Po powrocie do Francji zaangażowała się w działalność polityczną w ramach ruchu En Marche! Emmanuela Macrona. Z ramienia tego ugrupowania w wyborach parlamentarnych z czerwca 2017 uzyskała mandat posłanki do Zgromadzenia Narodowego w jednym z okręgów departamentu Vaucluse. W tym samym miesiącu dołączyła do drugiego rządu Édouarda Philippe’a jako sekretarz stanu przy ministrze ekologii. Funkcję tę pełniła do lipca 2020.
W kwietniu 2021 odeszła z parlamentu. Objęła stanowisko dyrektora ds. zrównoważonego rozwoju grupy hotelarskiej Accor.